# Uniability
Uniability ist ein österreichischer Verein zur Vertretung der Interessen von Menschen mit Behinderungen an österreichischen Universitäten.
Der Verein wurde 1996 gegründet. Es handelt sich um eine Interessensvertretung von Behindertenbeauftragten, Betroffenen und anderen Personen, deren Ziel es ist, die Studien- und Arbeitsbedingungen für Menschen mit Behinderungen an allen österreichischen Universitäten zu verbessern und die Interessen der Betroffenen in der Öffentlichkeit zu vertreten.
Der Begriff Uniability ist dabei eine Wortspielerei aus ability (Englisch: zu etwas fähig sein) und Universität und beschreibt somit die Möglichkeit, auch mit Behinderung oder chronischer Erkrankung studieren zu können.

## Belege
1. ↑  Nach https://www.uniability.org/verein/geschichte/